# Bandar-e Khamir
Bandar-e Khamir (persiska: بَندَرِ خَمير, Bandar-e Khamir), eller bara Khamir (خَمير), är en hamnstad i Iran. Den ligger i provinsen Hormozgan, i den södra delen av landet. Bandar-e Khamir är administrativt centrum i delprovinsen (shahrestan) Khamir.